# Ranco
Ranco est une commune italienne de la province de Varèse dans la région Lombardie en Italie.

## Toponyme
De provenance incertaine, il pourrait provenir du dialecte roncar ou rancar: abattre et brûler le bois pour faire des clairières.

## Administration
| Période                                  | Période  | Identité          | Étiquette | Qualité  |
| ---------------------------------------- | -------- | ----------------- | --------- | -------- |
| 2004                                     | En cours | Francesco Cerutti | aucun     | retraité |
| Les données manquantes sont à compléter. |          |                   |           |          |

### Hameaux
Uponne, C.na Giulia, Le Cascine, Gerbietto, Sass Cavalàasc

### Communes limitrophes
| Lesa   | Ispra  | Ispra  |
| Meina  | Ranco  | Ispra  |
| Angera | Angera | Angera |